# Casa de la Generalitat (Girona)
La Casa de la Generalitat és un edifici del municipi de Girona que forma part de l'Inventari del Patrimoni Arquitectònic de Catalunya.

## Descripció
És un edifici de planta rectangular que ocupa una cantonada, amb una façana que enfronta amb la plaça del Vi, una altra al carrer Ciutadans i l'altre a les Ferreries Velles. És estructurat en tres crugies paral·leles, perpendiculars a la façana de la Plaça del Vi, amb parets de càrrega que suporten els diferents forjats de les quatre plantes. Les façanes presenten carreus ben tallats i balconeres en totes les obertures de les plantes pis. Les obertures més grans correspon als balcons de la planta principal que a més presenten guardapols amb arrencaments cisellats en forma petxina. Les dimensions de les obertures són decreixents en les plantes superiors.

## Història
Fou el palau que la Generalitat tingué a Girona durant els segles xvi i xvii, que llavors s'anomenava Diputació del General. Segons J. Marqués, un text del manuscrit titulat "Capbreu Vell" conservant a l'Arxiu de la Catedral de Girona, deixa clar que la Generalitat, per construir el seu palau va comprar cinc grups de cases a altres tants ciutadans de Girona, l'any 1577. Seguidament s'haurien iniciat les obres de construcció del nou casal, i el 1589 ja n'hi havia instal·lat la prestigiosa confraria de Sant Jordi, que aplegava cavallers de les nostres comarques. A la planta principal hi havia una capella dedicada a Sant Jordi. La confraria hi celebrava una festa cavalleresca i a la plaça del Vi feien una justa de cavall o un torneig a peu, que persisteix fins a la guerra de 1640.